# Climent Baixas i Cuyàs
Climent Baixas i Cuyàs (Barcelona, 1854 - 4 de desembre de 1936) fou un organista i compositor català.
Alumne de Nicolau Manent (solfeig, piano i harmonia), a qui va acabar susbtituint, a l'escolania de la parròquia de Sant Jaume de Barcelona. Posteriorment fou deixeble d'Anselm Barba (orgue i composició i instrumentació) i de Josep Ribera, es dedicà a l'ensenyament de la música i participà activament en el moviment d'introducció de les obres de Wagner a Catalunya. Va ser professor de piano i organista, i l'any 1874 entrà com a professor i mestre de capella dels jesuïtes de Barcelona, desenvolupant una intensa tasca docent en diferents centres d'ensenyament religiós a Catalunya.
Compongué principalment música d'església per a veus i orquestra o orgue (una missa de Glòria, un Te Deum, una Passió, motets, etc.) i música instrumental per a piano, harmònium i orquestra (preludis, barcaroles, marxes).  Va guanyar premis en diversos certàmens musicals amb les seves composicions.
Com a un dels primers promulgators de l'estil wagnerià a Espanya, va formar part del Patronatverein de Bayreuth, delegació presidida i representada per Joaquim Marsillach; aquest Patronat del Festival de Bayreuth havia estat creat per Richard Wagner per a sufragar el cost de l'estrena de Parsifal.

## Obres
La seva obra conté les peces següents:
- Missa de Glòria per a 6 veus i gran orquestra
- Te Deum per a 5 veus i gran orquestra
- Passió de Divendres Sant per a 4 veus (Ti, T, B, i Cor) i acompanyament (Vc, Fg)
- Salutació a Sant Lluis Gonzaga
- 4 Rosaris per a 4 veus i orgue
- Stabat Mater per a tenor, arpa i orgue
- Tota Pulchra per a 4 veus, orquestra i orgue
- 2 Preludis per a orquestra, piano i arpa

També compongué altres tipus de peces com trisagis, motets, barcaroles, marxes, himnes i altres composicions.
Es conserven obres seves al fons musical de l’església parroquial de Santa Eulàlia de Berga i de Santa Maria de la Bisbal. Obres de Baixas a l'IFMuC. Base de dades dels fons musicals de Catalunya.